# Coelogyne hajrae
Coelogyne hajrae é uma espécie de orquídea epífita, família Orchidaceae, originária de Arunachal Pradesh.